# De troubadour
"De troubadour" ("O trovador") foi a canção em neerlandês cantada por  Lenny Kuhr que foi uma das quatro vencedoras do Festival Eurovisão da Canção 1969", juntamente com Boom Bang-a-Bang", "Un jour, un enfant" e "Vivo cantando" representantes repetivamente do  Reino Unido, França e Espanha.

## Letra
A canção é uma balada inspirada musical e liricamente nas tradições folclóricas. Kuhr canta sobre um trovador medieval, descrevendo o impacto que a sua música tem nas audiências.

## Outras versões
Kuhr também gravou versões em inglês como "The troubadour", em francês "Le troubadour", alemão "Der troubadour", italiano "Un canta storie" e espanhol "El trovador".

## Classificação
A canção foi a oitava a ser interpretada na noite do evento, a seguir à canção do Reino Unido  "Boom Bang-a-Bang" interpretada por Lulu e antes da canção sueca "Judy, min vän", interpretada por Tommy Körberg. Terminou em primeiro lugar, empatada com outras três canções, tendo recebido um total de 18 pontos.
No ano seguinte (1970), foi sucedida pela canção Waterman interpretada por Hearts of Soul.